# راش لیک، ساسکاچوان
راش لیک، ساسکاچوان (به انگلیسی: Rush Lake, Saskatchewan) یک منطقهٔ مسکونی در کانادا است که در ساسکاچوان واقع شده‌است. راش لیک ۵۰ نفر جمعیت دارد.